# 박치형 (작가)
박치형은 대한민국의 텔레비전 드라마 작가이다. 

## 드라마
- 2024년  tvN 월화 드라마《가석방심사관 이한신》 ... 공동집필